# Monts de Piérie
Les monts de Piérie (en grec moderne : Πιέρια όρη, ou communément appelées Piéria) sont un massif de montagnes entre les districts régionaux d'Imathie, de Piérie et de Kozani, au sud de la plaine de Kambanía en Macédoine-Centrale, en Grèce.
Le village de Vergína, où se trouve le site archéologique de l'ancienne Aigai, est construit au pied de ces montagnes. Le point culminant du massif est Flámpouro à 2 193 m d'altitude. Les monts de Piérie sont le site de la station de ski d'Elatochóri. Les monts Kamvoúnia sont situés au sud-ouest des monts de Piérie.